# Alomancie

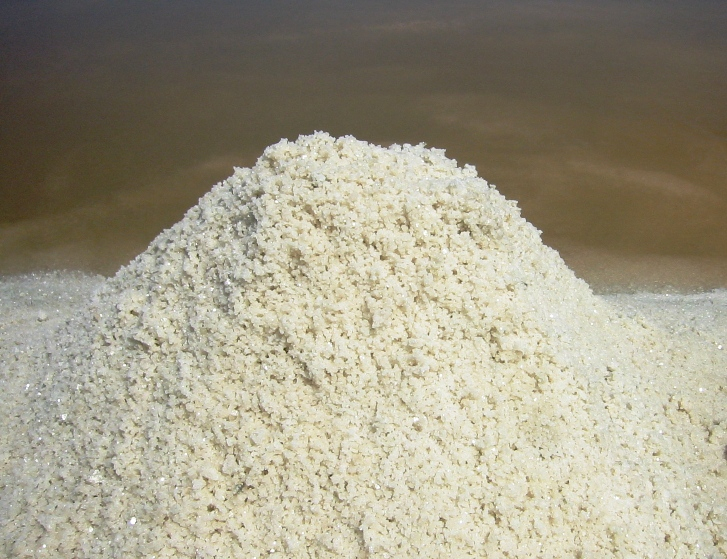
Les cristaux de sel de mer peuvent être utilisés dans l'alomancie.

L'alomancie (de grec halo, 'sel' et manteia, 'divination'), également appelé adromancie, ydromancie, idromancie et halomancie, est une ancienne forme de divination. Il ressemble à beaucoup d'autres formes de divination, le devin jette des cristaux de sel dans l'air et il interprète les tendances pour que les cristaux de sel tombent au sol ou ils se déplacent dans l'air,. Le devin peut également interpréter des motifs formés à partir de résidu d'une solution de sel pour évaporer dans la cuve. Les interprétations exactes sont inconnues, mais elles suivent probablement une méthode similaire à l'aleuromancie.[réf. nécessaire].
Le sel est souvent lié avec de la chance et un peu de cette ancienne tradition qui peut être vu dans les superstitions, tel que le malheur perçu lorsque la salière est renversée et la coutume jetée en utilisant du sel sur l'épaule gauche pour recevoir de la bonne chance.
L'une de ces formes se compose de la coulée de sel dans un feu, elles sont considérées comme un type de pyromancie.